# La Chanson du chamelier
La Chanson du chamelier est une mélodie de la compositrice Augusta Holmès composée en 1864.

## Composition
Augusta Holmès compose cette mélodie en 1864 sur un poème écrit par Louis de Lyvron. L'image de couverture est signée Célestin Nanteuil. La tonalité originale est en sol majeur pour voix de contralto ou de baryton. Elle a été éditée aux éditions Legouix puis par les éditions Choudens. C'est la première mélodie qu'elle édite et l'une de ses mélodies les plus populaires,,.

## Poème
Merci de procéder au transfert en conservant l'historique. 
Plus loin qu'Alger la mouette blanche,

que Tripoli, la perle noire,

que Fez où les chameaux se couchent,

écrasés sous les sacs d'or,

au pays, au pays, au pays où le ciel flambe,

le grand Sphinx est endormi.

Au pays où le ciel flambe,

le grand Sphinx est endormi

mais quand la lune aux lèvres pâles

caresse ses longs yeux baissés,

sa paupière se relève,

puis il chante : écoutez !

Je comprends les deux mots

que disent les étoiles au vent du Sud ;

je comprends les deux mots

que disent les flots du Nil au sable roux !

Je comprends les deux mots

que disent les flots du Nil ;

Je comprends les deux mots

que pleurent les hommes sur les murs gravés ;

je fais des chansons

pour le sage qui regarde dans le passé !

## Discographie
- Choix de mélodies, Augusta Holmès ; Eva Csapò, Soprano ; Alicja Masan, piano, Musidisc, 1992 (DL)